# Grup de la hidrotalcita
El grup de la hidrotalcita o grup de la manasseïta és un grup de minerals que pertany al supergrup de la hidrotalcita; va ser redefinit l'any 2012. Els membres d'aquest grup presenten capes del tipus brucita. La fórmula genèrica del grup és Mg₆R3+₂(OH)16CO₃·4H₂O, on R3+ = Al, Cr, or Fe. Els seus membres són:
| Desautelsita        | Mg₆Mn3+₂(OH)16[CO₃] · 4H₂O |
| Droninoïta          | Ni₆Fe2+₃(OH)16Cl₂ · 4H₂O   |
| Hidrotalcita        | Mg₆Al₂(OH)16[CO₃] · 4H₂O   |
| UM1965-08-OH:FeMgNi | Fe-Mg-Ni-O-H               |
| Iowaïta             | Mg₆Fe3+₂(OH)16Cl₂ · 4H₂O   |
| Meixnerita          | Mg₆Al₂(OH)16(OH)₂ · 4H₂O   |
| Piroaurita          | Mg₆Fe3+₂(OH)16[CO₃] · 4H₂O |
| Reevesita           | Ni₆Fe3+₂(OH)16(CO₃) · 4H₂O |
| Stichtita           | Mg₆Cr3+₂(OH)16[CO₃] · 4H₂O |
| Takovita            | Ni₆Al₂(OH)16[CO₃] · 4H₂O   |
| Woodallita          | Mg₆Cr₂(OH)16Cl₂ · 4H₂O     |